# 三根由香理
三根 由香理（みね ゆかり、1984年7月21日 - ）は、佐賀県出身の元バスケットボール選手である。デンソーアイリスに所属していた。ポジションはセンターフォワード。177cm。ニックネームは「ウィン」。

## 来歴
佐賀清和高校から大阪体育大学を経て、2007年、デンソーアイリスに加入。2010-11シーズンはキャプテンを務めたが、2011年引退。引退後は母校大阪体育大の女子バスケットボール部コーチ。

## 経歴
- 佐賀清和高 - 大阪体育大 - デンソー（2007年〜2011年）